# 柳田國男

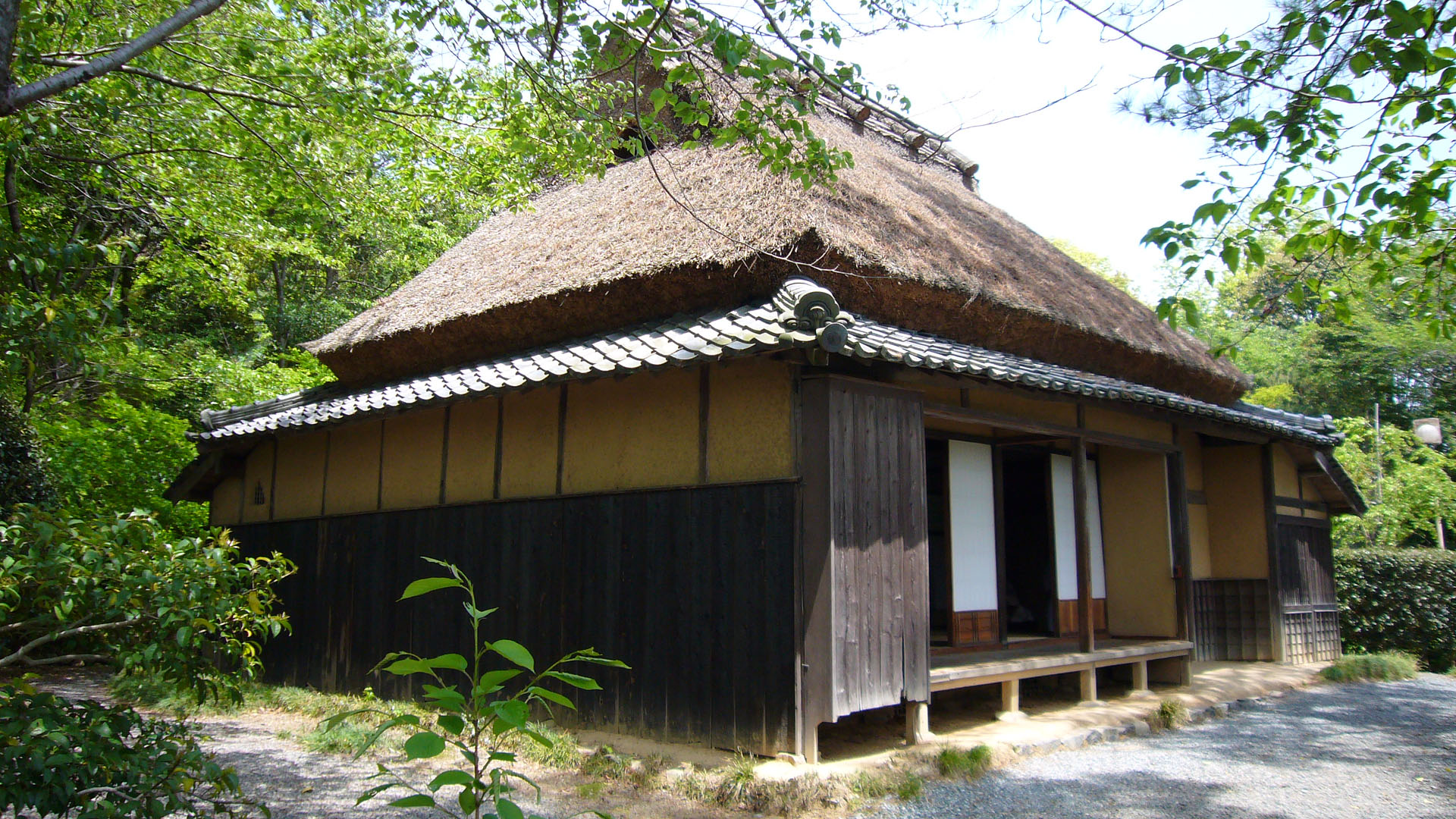
柳田国男出生的家

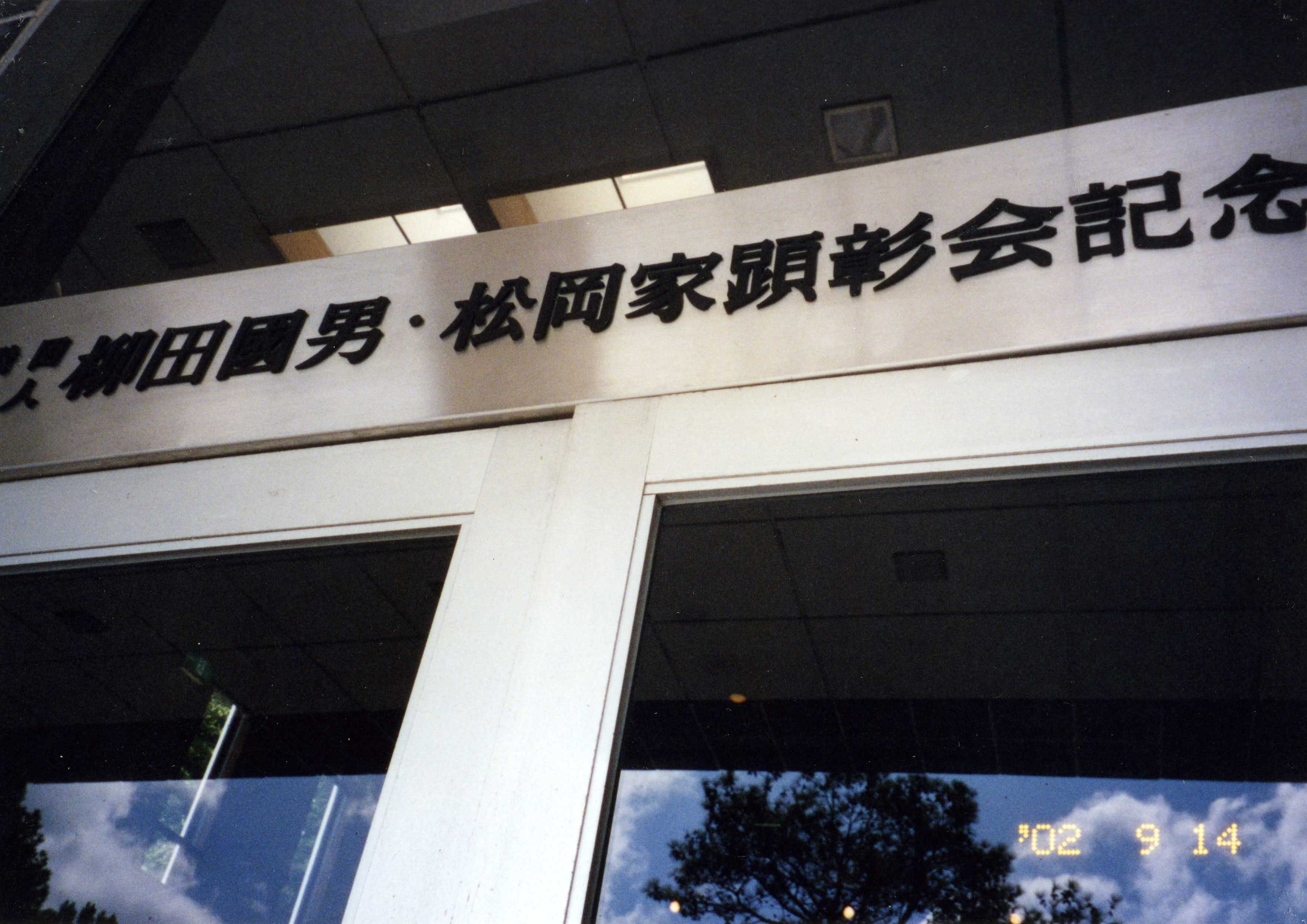
柳田國男・松岡家顕彰会記念館（兵庫縣神崎郡福崎町）

柳田國男（日语：／ Yanagita Kunio；1875年7月31日—1962年8月8日）是日本作家及民俗學之父。

## 生平
1875年生於兵庫縣神崎郡福崎町，是儒學者松岡操的六男。松岡家是醫生的血統。東京帝大法學部畢業。他是日本從事民俗學田野調查的第一人，他認為妖怪故事的傳承和民眾的心理和信仰有著密切的關係，將妖怪研究視為理解日本歷史和民族性格的方法之一。早期的作品《遠野物語》詳述天狗、河童、座敷童子、山男，使這些妖怪聲名大噪，蔚為主流。他在大學期間並沒有學習過民俗學，是一邊工作一邊從事民俗學的開拓和研究，之後成為大學教師，並且在二次大戰後將民俗學從「在野的」學問，變成大學正式的研究科目，被尊稱為日本民俗學之父。後人整理成《柳田國男全集》全32卷。

## 系譜
- 松岡家

```
松岡左仲━━小鶴　　　　　　　　　   ┏松岡鼎
　　　　　　　┃　 (改名為松岡操）  ┃
　　　　　　　┣━━━松岡賢次　　     ┣松岡俊次
　　　　　　　┃　　　　　┃　　　┃
　　　　　　中川至　　　　┣━━━━━╋松岡泰蔵（井上通泰）
　　　　　　　　　　　　　┃　　　┃
　　　　　　　　　　　　たけ　　　┣松岡芳江
　　　　　　　　　　　（尾芝）　　┃
　　　　　　　　　　　　　　　　　┣松岡友治
　　　　　　　　　　　　　　　　　┃
　　　　　　　　　　　　　　　　　┣松岡國男（柳田國男）
　　　　　　　　　　　　　　　　　┃
　　　　　　　　　　　　　　　　　┣松岡静雄
　　　　　　　　　　　　　　　　　┃
　　　　　　　　　　　　　　　　　┗松岡輝夫（松岡映丘）

```

## 現地調查主義
柳田國男認為，藉由田野調查收集民間資料很重要，因為僅依靠文學資料進行民俗調查是有局限性和危險。柳田國男在《日本民俗》（1942）中指出：「民俗需要從考察微小的事實開始。」

## 遠野物語
柳田國男整理岩手縣遠野町（現・遠野市）出身的佐佐木喜善所說的遠野民話。內容描述天狗、河童、座敷童子、山男、神隱、死者等相關的傳說，全119話。之後又發表續編『遠野物語拾遺』，全299話。

## 作品
遠野物語
妖怪談義(1957)

## 外部連結
- 柳田文庫[永久]（日文）
- 柳田國男記念公苑（茨城縣利根町）（日文）